# Lucanus fryi
Lucanus fryi es una especie de coleóptero de la familia Lucanidae.

## Distribución geográfica
Habita en Yunnan, Tailandia y Birmania.